# Roeland Park
Roeland Park è un comune degli Stati Uniti d'America, situato nello Stato del Kansas, nella contea di Johnson.